# Tabanus inaequisignatus
Tabanus inaequisignatus är en tvåvingeart som beskrevs av Schuurmans Stekhoven 1932. Tabanus inaequisignatus ingår i släktet Tabanus och familjen bromsar. Inga underarter finns listade i Catalogue of Life.